# Kevin Staut
Kevin Staut (* 15. November 1980 in Le Chesnay, Arrondissement Versailles) ist ein französischer Springreiter.

## Werdegang
Kevin Staut begann im Alter von 11 Jahren mit dem Reiten auf Großpferden (für Ponys war er aufgrund seines Wuchses zu groß). Sein erstes Turnier bestritt er im Alter von 14 Jahren. Nach seiner schulischen Laufbahn studierte er zunächst Business und Management und verfügt zudem über den Bachelor in Literatur.
Sein Erfolgspferd Kraque Boom wurde zunächst von Kevin Stauts Großvater für den Handel zu 50 Prozent erworben. Es fand sich jedoch kein Käufer für das Pferd, später erwarb Stauts Großvater auch die restlichen Anteile an Kraque Boom. Mit diesem Pferd feierte Staut auch seinen bisher größten Erfolg: Nachdem er bereits 2000 mit Crocodile Man als Teil der französischen Junge Reiter-Equipe (Altersklasse bis 21 Jahre) eine Goldmedaille bei den Europameisterschaften gewonnen hatte und mit Kraque Boom Teilnehmer der Europameisterschaften in Mannheim 2007 war, gewann er bei den Europameisterschaften 2009 mit Kraque Boom die Einzelgoldmedaille. In den Jahren 2010 den Weltmeisterschaften und 2011 bei den Europameisterschaften gewann er mit der französischen Equipe die Silbermedaille.
Staut wurde von verschiedenen Trainern betreut, so trainierte er zwischen 1993 und 2001 bei Patrice Delaveau, Michel Hécart, Michel Robert, Albert Voorn und Hubert Bourdy. Neben seinem eigenen Unternehmen, der „Ecurie Kevin Staut“, ritt er von 2008 bis Mai 2012 für die „Haras de Hus“, eines der größten französischen Privatgestüte. Zunächst ritt er für die Haras de Hus junge Pferde, später wurden ihm auch erfahrene Pferde für seine reiterliche Karriere zur Verfügung gestellt.
Bereits Ende des Jahres 2011 stand Stauts Erfolgsstute Silvana, bislang im Besitz des Haras de Hus, zum Verkauf. Auf Vorschlag von Patrice Delaveau erwarb dessen Sponsor Haras des Coudrettes (HDC) die Stute und stellte sie Staut zur Verfügung. HDC übernahm im April/Mai 2012 das Sponsoring von Kevin Staut und erwarb als Ersatz für die beim Haras de Hus verbliebenen Pferde neue Turnierpferde für Staut, etwa Estoy Aqui de Muze und Reveur de Hurtebise.
Im Jahr 2012 nahm Staut erstmals an Olympischen Spielen teil. Im Frühjahr 2013 kam er mit Silvana auf den dritten Platz beim Weltcupfinale in Göteborg. An weiteren Mannschaftsmedaillen war Staut 2014 bei den Weltreiterspielen (Silber) und 2016 bei den Olympischen Spielen (Gold) beteiligt.
Ende 2017 wurde Kevin Staut zum Präsident des International Jumping Rider Clubs (IJRC), der Interessenvertretung der international startenden Springreiter, gewählt. Er folgte damit Christina Liebherr in diesem Amt nach.
Bis zum Jahr 2018 war in einem Stall in Vauville (Département Calvados) in der Normandie tätig. Zum Jahresbeginn 2019 kehrte er in den elterlichen Stall zurück. Seine Lebensgefährtin ist die Springreiterin Pénélope Leprevost.

## Pferde

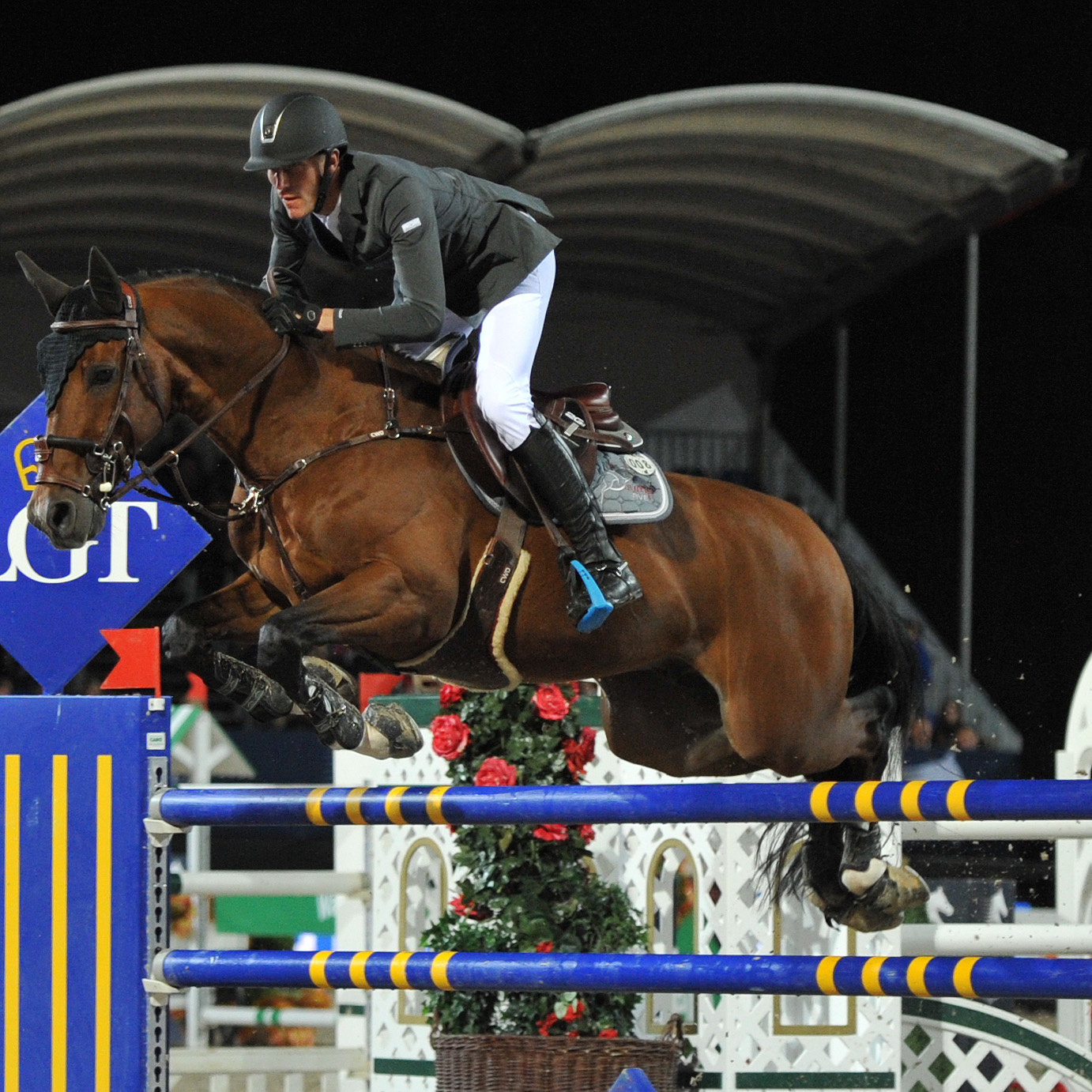
Kevin Staut mit For Joy van't Zorgvliet HDC bei den Vienna Masters 2013

### Aktuelle Turnierpferde
- Visconti du Telman (* 2009), braune Selle Français-Stute, Vater: Toulon, Muttervater: Dollar du Murier
- Kannonqulan (* 2016), SWB-Fuchsstute, Vater: Kannan, Muttervater: Quantum
- Jackpot de La Plume (* 2019), Selle Français-Fuchshengst, Vater: Silver Deux de Virton HDC, Muttervater: Norton D' Eole
- Hermes de Vesquerie (* 2017), Selle Français-Fuchswallach, Vater: Vigo d'Arsouilles, Muttervater: Marquis de La Lande HDC
- Vida Loca Z (* 2016), Zangersheider Fuchsstute, Vater: Vigo d'Arsouilles, Muttervater: Cornet Obolensky
- New Libero One D'Asschaut (* 2013), brauner BWP-Hengst, Vater: van Gogh, Muttervater: For Pleasure
- Queen's Balou B (* 2015), SWB-Fuchswallach, Vater: Balou du Rouet, Muttervater: For Feeling

### Ehemalige Turnierpferde
- Jo de Labarde (* 1997; † 2020), brauner Selle Français-Hengst, Vater: Quat'sous, Muttervater: Kissovo, zuletzt 2010 im internationalen Sport eingesetzt[11]
- Kraque Boom (* 1998), brauner Selle Français-Hengst, Vater: Olisco, Muttervater: Joyau d’Or A, zuletzt im August 2011 im internationalen Sport eingesetzt[12]
- Gastronom de Hus (* 1999, ursprünglicher Name: Castronom Z), Zangersheider Fuchshengst, Vater: Carthago, Muttervater: Leuthen I, bis 2007 von Katharina Offel geritten, zuletzt Ende 2010 im internationalen Sport eingesetzt[13]
- Le Prestige St. Lois (* 1999), brauner Selle Français-Wallach, Vater: Quidam de Revel, Muttervater: Grand Veneur, bis März 2008 von Laura Kraut und Nick Skelton geritten, ab Sommer 2012 von Anna-Julia Kontio und Martin Fuchs geritten, ab Herbst 2012 von Romain Duguet geritten, zuletzt 2014 im internationalen Sport eingesetzt[14]
- Silvana HDC (* 1999), KWPN-Schimmelstute, Vater: Corland, Muttervater: Widor; bis Ende 2007 von Kristof Cleeren geritten, von Anfang 2008 bis Mitte 2009 von Jos Lansink geritten, Anfang 2016 aus dem Sport verabschiedet[15][16]
- Zeta de Hus (* 2000; † 2013, ursprünglicher Name: Picobello Zeta Z), braune Zangersheider Stute, Vater: Zandor Z, Muttervater: Atlantus Z, bis 2009 von Mario Piasecki geritten, wurde ab dem Frühjahr 2012 von Michel Robert geritten[17]
- Estoy Aqui de Muze HDC (* 2004), BWP-Fuchsstute, Vater: Malito de Reve, Muttervater: Kashmir van Schuttershof; bis Mai 2012 von Frederic Bouvard geritten, zuletzt 2016 im internationalen Sport eingesetzt[18]
- For Joy van't Zorgvliet HDC (* 2005), brauner BWP-Wallach, Vater: For Pleasure, Muttervater: Heartbreaker; bis Herbst 2012 von Tom Martens geritten[19], zuletzt im Januar 2021 im internationalen Sport eingesetzt
- Reveur de Hurtebise HDC (* 2001; † 2025), SBS-Fuchswallach, Vater: Kashmir van Schuttershof, Muttervater: Capricieux des Six Censes, bis März 2012 von Malin Baryard-Johnsson geritten[20]
- Silver Deux de Virton HDC (* 2006), Selle Français-Fuchshengst, Vater: Kashmir van Schuttershof, Muttervater: Heartbreaker[21], zuletzt im September 2019 von Patrice Delaveau im internationalen Sport eingesetzt

## Erfolge

### Championate und Weltcup
- Olympische Sommerspiele:

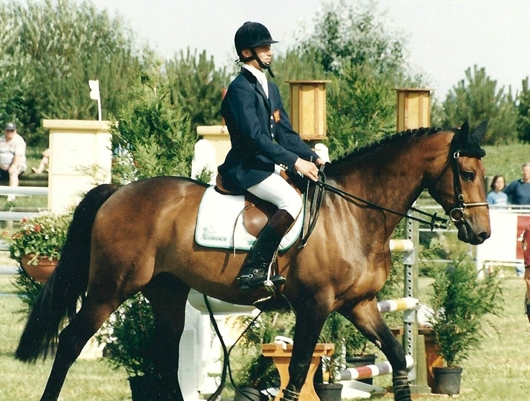
Kevin Staut mit Vicomte d'Aloys, Französische Juniorenmeisterschaft (15. Juli 1995)

  - 2012, London:  mit Silvana 12. Platz mit der Mannschaft und 34. Platz in der Einzelwertung
  - 2016, Rio de Janeiro:  mit Reveur de Hurtebise 1. Platz mit der Mannschaft und 22. Platz in der Einzelwertung

- Weltreiterspiele:
  - 2010, Lexington KY:  mit Silvana 2. Platz mit der Mannschaft und 13. Platz in der Einzelwertung
  - 2014, Caen:  mit Reveur de Hurtebise 2. Platz mit der Mannschaft und 22. Platz in der Einzelwertung

- Europameisterschaften:
  - 2000, Hartpury (EM Junge Reiter): mit Crocodile Man 14. Platz im Einzel und 1. Platz mit der Mannschaft
  - 2001, Gijón (EM Junge Reiter): mit Walnut Delight 42. Platz im Einzel
  - 2007, Mannheim: mit Kraque Boom 35. Platz im Einzel und 12. Platz mit der Mannschaft
  - 2009, Windsor: mit Kraque Boom 1. Platz im Einzel und 5. Platz mit der Mannschaft
  - 2011, Madrid: mit Silvana 2. Platz im Einzel und 14. Platz mit der Mannschaft
  - 2013, Herning: mit Silvana 4. Platz im Einzel und 37. Platz mit der Mannschaft
  - 2015, Aachen: mit Reveur de Hurtebise 5. Platz im Einzel und 10. Platz mit der Mannschaft
  - 2017, Göteborg: mit Reveur de Hurtebise 7. Platz im Einzel und 28. Platz mit der Mannschaft

- Weltcupfinale:
  - 2010, Le Grand-Saconnex: mit Silvana 7. Platz
  - 2011, Leipzig: mit Silvana 6. Platz
  - 2012, ’s-Hertogenbosch: mit Silvana 5. Platz
  - 2013, Göteborg: mit Silvana 3. Platz
  - 2014, Lyon: mit Silvana 21. Platz
  - 2015, Las Vegas: mit Silvana 17. Platz
  - 2016, Göteborg: mit For Joy van't Zorgvliet 17. Platz
  - 2017, Omaha: mit Reveur de Hurtebise 11. Platz
  - 2018, Paris: mit Reveur de Hurtebise und Silver Deux de Virton 21. Platz

### Weitere Erfolge (ab 2006)
- 2006:4. Platz in der Weltcupprüfung von Zagreb (CSIO 4*-W) mit Kraque Boom sowie 3. Platz mit der französischen Mannschaft in den Nationenpreisen von Podebrady (CSIO 4*) und Zagreb (CSIO 4*-W) mit Kraque Boom
- 2007: 3. Platz in den Großen Preisen von San Lazzaro di Savena und Busto Arsizio (beide CSI 2*) mit Kraque Boom, 1. Platz einem CSI 3*-Großen Preis von Arezzo mit Kraque Boom sowie mit der französischen Mannschaft im Nationenpreis von Rom (CSIO 5*) 2. Platz mit Kraque Boom und im Nationenpreis von Zagreb (CSIO 4*) 1. Platz mit Jo de Labarde
- 2008:
  - Große Preise: 4. Platz im CSI 4* Arezzo mit Kraque Boom, 6. Platz in La Baule (CSIO 5*) mit Kraque Boom, 6. Platz in Lissabon (CSIO 5*) mit Jo de Labarde, 5. Platz in Kiel mit Kraque Boom
  - Weltcupprüfungen: 1. Platz in Ugar (CSI 3*-W) mit Le Prestige
  - Nationenpreise: in Lummen (CSIO 5*) 2. Platz mit Kraque Boom, in Falsterbo (CSIO 5*) 2. Platz mit Jo de Labarde, in Prag (CSIO 4*-W), 2. Platz mit Le Prestige, in Zagreb (CSIO 4*-W) 1. Platz mit Le Prestige
- 2009:
  - Große Preise: 3. Platz im CSI 4* Arezzo mit Le Prestige, 6. Platz im CSI 5* Arezzo mit Kraque Boom, 5. Platz in La Baule (CSIO 5*) mit Kraque Boom, 3. Platz in Chantilly (CSI 4*) mit Le Prestige, 1. Platz in Donaueschingen (CSI 3*) mit Silvana, 2. Platz in Marseille (CSI 4*) mit Silvana, 3. Platz in London-Olympia (CSI 5*-W) mit Le Prestige
  - Weltcupprüfungen: 3. Platz in Verona (CSI 5*-W) mit Silvana, 5. Platz in Stuttgart (CSI 5*-W) mit Kraque Boom
  - Nationenpreise: 1. Platz in Lummen (CSIO 4*) mit Kraque Boom, 2. Platz in Rom (CSIO 5*) mit Le Prestige, 1. Platz in Rotterdam (CSIO 5*) mit Kraque Boom, 1. Platz in Aachen (CSIO 5*) mit Kraque Boom, 2. Platz in Hickstead (CSIO 5*) mit Kraque Boom
- 2010:
  - Große Preise: 3. Platz in Genf (Rahmenprüfung Weltcupfinale) mit Le Prestige, 2. Platz in Cannes (CSI 5*) mit Le Prestige, 2. Platz in Dublin (CSIO 5*) mit Kraque Boom, 1. Platz Königscup Madrid (CSI 5*) mit Gastronom
  - Weltcupprüfungen: 4. Platz in Oslo (CSI 5*-W) mit Le Prestige, 1. Platz in Le Grand-Saconnex/Genf (CSI 5*-W) mit Silvana, 3. Platz in London-Olympia (CSI 5*-W) mit Le Prestige
  - Nationenpreise: 1. Platz in La Baule (CSIO 5*) mit Kraque Boom, 1. Platz in Rom (CSIO 5*) mit Silvana, 1. Platz in St. Gallen (CSIO 5*) mit Kraque Boom, 3. Platz in Falsterbo (CSIO 5*) mit Silvana
- 2011:
  - Große Preise: 3. Platz in Fontainebleau (CSI 4*) mit Silvana, 2. Platz in Aachen (CSIO 5*) mit Silvana, 2. Platz in Montpellier (CSI 3*) mit Silvana
  - Weltcupprüfungen: 2. Platz in Vigo (CSI 5*-W) mit Silvana, 4. Platz in Lyon (CSI 5*-W) mit Zeta, 2. Platz in Mechelen (CSI 5*-W) mit Silvana
  - Nationenpreise: 2. Platz in Falsterbo (CSIO 5*) mit Silvana, 2. Platz in Hickstead (CSIO 5*) mit Silvana, 3. Platz in Rotterdam (CSIO 5*) mit Silvana
- 2012:
  - Große Preise: 2. Platz in Zürich (CSI 5*-W) mit Silvana, 1. Platz in Monaco (CSI 5*) mit Reveur de Hurtebise, 2. Platz in Geesteren (CSI Tweste, CSI 4*) mit Reveur de Hurtebise, 2. Platz in Dublin (CSIO 5*) mit Reveur de Hurtebise
  - Weltcupprüfungen: 1. Platz in Bordeaux (CSI 5*-W) mit Silvana, 3. Platz in Göteborg (CSI 5*-W) mit Le Prestige, 1. Platz in Stuttgart (CSI 5*-W) mit Silvana
  - Nationenpreise: 3. Platz in Rotterdam (CSIO 5*) mit Silvana, 2. Platz in Hickstead (CSIO 5*) mit Reveur de Hurtebise, 2. Platz in Dublin (CSIO 5*) mit Reveur de Hurtebise, 1. Platz in Gijón (CSIO 5*) mit Reveur de Hurtebise
  - 3. Platz im World-Top-10-Final in Genf mit Silvana
- 2013:
  - Große Preise: 2. Platz in Dortmund (CSI 3*) mit Quismy des Vaux, 3. Platz in Rotterdam (CSIO 5*) mit Silvana, 3. Platz in Lausanne (CSI 5*) mit Silvana, 2. Platz in Saint-Lô (CSI 3*) mit For Joy van't Zorgvliet, 3. Platz in Stockholm (CSI 5*) mit Quismy des Vaux und 1. Platz in Paris-Villepinte (CSI 5*) mit Silvana
  - Nationenpreise: 3. Platz in La Baule (CSIO 5*) mit Estoy Aqui de Muze, 3. Platz in Rom (CSIO 5*) mit Silvana, 3. Platz in Rotterdam (CSIO 5*) mit Silvana, 2. Platz in Hickstead (CSIO 5*) mit Estoy Aqui de Muze und 3. Platz in Calgary (CSIO 5* 'Masters') mit Estoy Aqui de Muze
- 2014:
  - Große Preise: 2. Platz in Lier (CSI 2*) mit Sunday Top, 1. Platz in ’s-Hertogenbosch (CSI 5*) mit Silvana, 1. Platz in Peking-Nationalstadion (CSI 3*) mit einem Leihpferd, 3. Platz in Cannes (CSI 5*) mit Silvana, 1. Platz in Paris-Eiffel (CSI 5*) mit Silvana, 3. Platz in Gijón (CSIO 5*) mit Estoy Aqui de Muze und 3. Platz in London-Olympia (CSI 5*) mit Ayade de Septon
  - Nationenpreise: 2. Platz in Lummen (CSIO 5*) mit Reveur de Hurtebise, 1. Platz in La Baule (CSIO 5*) mit Reveur de Hurtebise, 1. Platz in Rotterdam (CSIO 5*) mit Reveur de Hurtebise und 3. Platz in der Trostprüfung des Nations-Cup-Finals in Barcelona (CSIO 5*) mit Estoy Aqui de Muze
- 2015:
  - Große Preise: 2. Platz in Bordeaux (CSI 5*-W) mit Silvana, 2. Platz in Dinard (CSI 5*) mit Silvana, 3. Platz in Wien (CSI 5*) mit Silvana
  - Nationenpreise: 2. Platz in La Baule (CSIO 5*) mit Reveur de Hurtebise, 2. Platz in Calgary (CSIO 5* 'Masters') mit Qurack de Falaise und 2. Platz in der Trostprüfung des Nations-Cup-Finals in Barcelona (CSIO 5*) mit Reveur de Hurtebise
- 2016:
  - Große Preise: 2. Platz in Hongkong (CSI 5*) mit For Joy van't Zorgvliet, 2. Platz in Valence (CSI 4*) mit For Joy van't Zorgvliet
  - Weltcupprüfungen: 1. Platz in Bordeaux (CSI 5*-W) mit Reveur de Hurtebise, 2. Platz in Madrid (CSI 5*-W) mit Aran
  - Nationenpreise: 3. Platz in La Baule (CSIO 5*) mit Reveur de Hurtebise, 2. Platz in Rom (CSIO 5*) mit Reveur de Hurtebise
- 2017:
  - Große Preise: 3. Platz in Monaco (CSI 5*) mit For Joy van't Zorgvliet, 2. Platz in Barcelona (CSIO 5*) mit Silver Deux de Virton
  - Weltcupprüfungen: 2. Platz in Leipzig (CSI 5*-W) mit Reveur de Hurtebise, 2. Platz in Oslo (CSI 5*-W) mit For Joy van't Zorgvliet
  - Nationenpreise: 1. Platz in La Baule (CSIO 5*) mit Reveur de Hurtebise, 1. Platz in Dublin (CSIO 5*) mit For Joy van't Zorgvliet
  - 1. Platz im Top Ten Final beim CHI Genf (CSI 5*) mit Reveur de Hurtebise
- 2018:
  - Große Preise: 3. Platz in Deauville (CSI 3*) mit Vendome d'Anchat
  - Weltcupprüfungen: 3. Platz in Zürich (CSI 5*-W) mit Silver Deux de Virton, 2. Platz in Oslo (CSI 5*-W) mit Silver Deux de Virton, 2. Platz in Mechelen (CSI 5*-W) mit Cannary
  - Nationenpreise: 2. Platz in Sopot (CSIO 5*) mit For Joy van't Zorgvliet, 2. Platz in Dublin (CSIO 5*) mit For Joy van't Zorgvliet, 2. Platz im Nations-Cup-Finale in Barcelona (CSIO 5*) mit For Joy van't Zorgvliet
  - weitere: 1. Platz mit der europäischen Mannschaft im Riders Masters Cup von New York-Uniondale mit Ayade de Septon

(Stand: 2. Januar 2019)

### Weltrangliste
Von August 2010 bis Mai 2011 wurde Staut auf Rang eins der Weltrangliste der FEI geführt. Ende 2018 befand er sich auf Rang 15 der Weltrangliste.

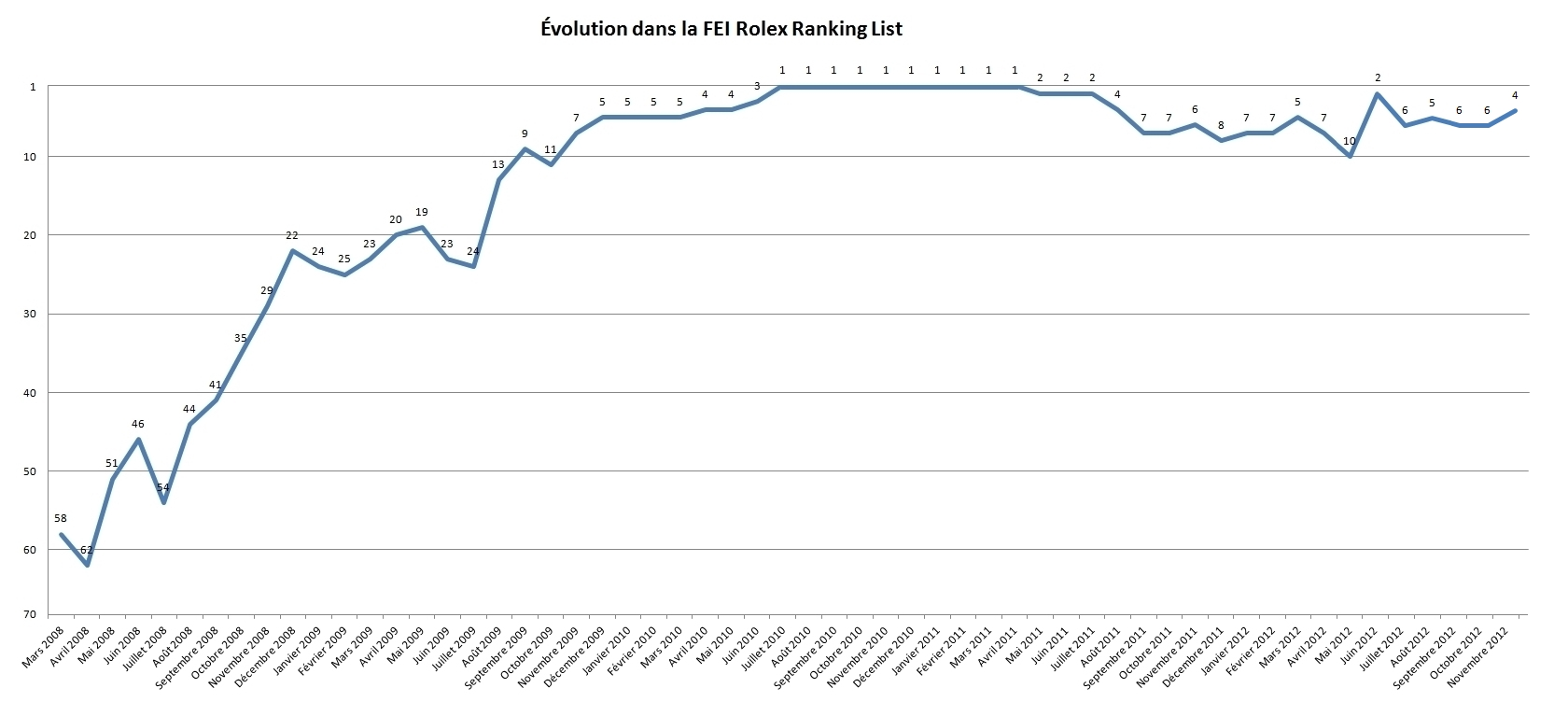
Entwicklung der Weltranglistenposition von Kevin Staut von März 2008 bis November 2012